# Extreme Rules (2013)
Cet article concerne l'édition 2013 du pay-per-view Extreme Rules. Pour toutes les autres éditions, voir Extreme Rules.
L'édition 2013 d' Extreme Rules est une manifestation de catch professionnel télédiffusée et visible en paiement à la séance ainsi que sur la chaîne de télévision AB1. L'événement, produit par la WWE, s'est déroulé le 19 mai 2013 dans la salle omnisports du Scottrade Center, à Saint-Louis au Missouri, aux États-Unis. Il s'agit de la cinquième édition d'Extreme Rules, pay-per-view annuel qui, comme son nom l'indique, propose un Extreme Rules match en tête d'affiche. Le show est le quatrième pay-per-view de la WWE en 2013 et a été diffusé en France à 2h15 du matin en direct sur AB1. Sheamus est la vedette de l'affiche officielle,,.

## Contexte
Les spectacles de la WWE en paiement à la séance sont constitués de matchs aux résultats prédéterminés par les scénaristes de la WWE. Ces rencontres sont justifiées par des storylines — une rivalité avec un catcheur, la plupart du temps — ou par des qualifications survenues dans les émissions de la WWE telles que Raw, SmackDown, Superstars et Main Event. Tous les catcheurs possèdent un gimmick, c'est-à-dire qu'ils incarnent un personnage gentil ou méchant, qui évolue au fil des rencontres. Un pay-per-view comme Extreme Rules est donc un événement tournant pour les différentes storylines en cours.

### Rivalité entre Alberto Del Rio et Jack Swagger
Lors du Raw du 8 avril, après la victoire de Alberto Del Rio sur Jack Swagger et Zeb Colter, Dolph Ziggler encaisse son Money in The Bank et bat Alberto Del Rio qui avait été auparavant blessé a la cheville durant son match, Dolph devient donc World Heavyweight Champion. Lors du Raw du 15 avril, Alberto Del Rio utilise sa clause de revanche mais Jack Swagger l'interrompt et l'attaque. Plus tard  Vickie Guerrero, Brad Maddox et Theodore Long prennent la décision d'organiser un match entre Dolph Ziggler et Jack Swagger que ce dernier remporte. Booker T annonce peu après que Dolph Ziggler défendra son titre contre Jack Swagger et Alberto Del Rio dans un Triple Threat match. Lors du Raw du 29 avril, Ricardo Rodriguez bat Big E Langston et Zeb Colter dans un Triple Threat Match permettant ainsi à Alberto de décider de la stipulation du match à Extreme Rules. Après son combat contre Antonio Cesaro, Alberto annonce que le combat à Extreme Rules sera un Triple Threat Ladder Match pour le World Heavyweight Championship
Lors du Raw du 6 mai, Alberto Del Rio bat Dolph Ziggler par disqualification à la suite d'une intervention de Jack Swagger qui attaque les deux hommes avec une échelle. À la suite de cette attaque Ziggler subit une commotion cérébrale. À cause de sa blessure Ziggler est retiré de la carte d'Extreme Rules. Lors du Raw du 13 mai, l'Assistant GM de Smackdown Theodore Long annonce que Del Rio et Swagger combattrons dans un I Quit match pour définir l'aspirant #1 pour le World Heavyweight Championship.

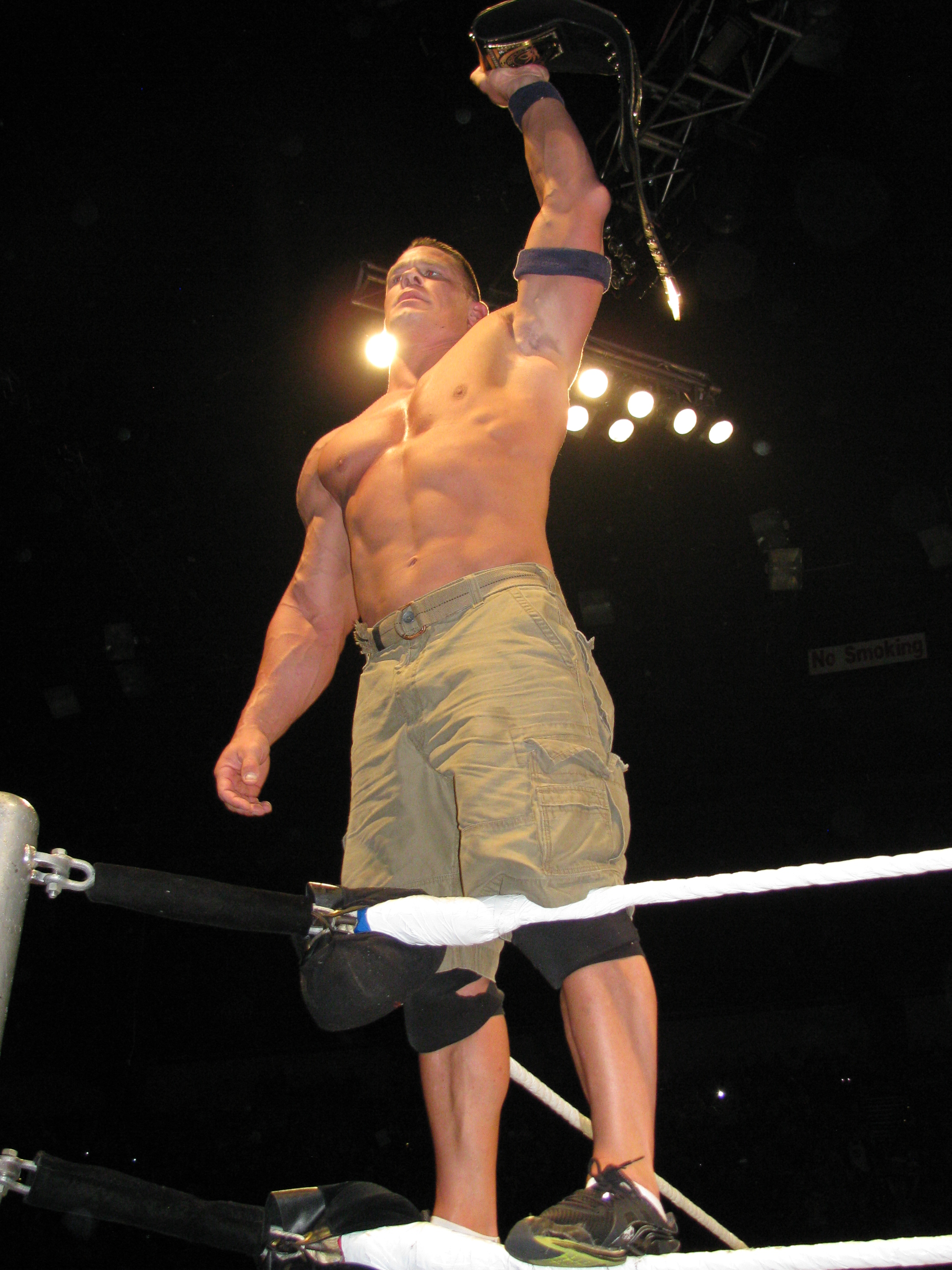
Le champion de la WWE, John Cena défendra son titre contre Ryback, dans Last Man Standing match.

### Rivalité entre John Cena et Ryback pour le WWE Championship
Lors du Raw du 8 avril, après la victoire de John Cena par décompte à l'extérieur sur Mark Henry, Mark Henry attaque John Cena, mais Ryback intervient et faire fuir Henry mais attaque ensuite Cena en lui portant le Shell Shocked. Lors du Raw du 15 avril, John Cena appelle Ryback pour lui faire face et celui-ci arrive. Alors que la tension monte entre les superstars, Ryback s'en va et laisse Cena seul sur le ring et c'est alors que The Shield arrive et attaque Cena sous les yeux de Ryback qui assiste à cette attaque sans rien faire. Ryback explique ses agissements par le fait que John Cena, qui prétendait se battre contre The Shield, ne l'aidait pas quand il se faisait attaquer. Le 22 avril, WWE.com annonce que John Cena défendra son titre contre Ryback. Lors du Raw du 6 mai, Ryback annonce que le match sera un Last Man Standing match,.

### Rivalité entre Triple H et Brock Lesnar
Lors de Wrestlemania XXIX Triple H bat Brock Lesnar et ne doit pas mettre un terme à sa carrière. Cependant lors du Raw du 15 avril, Brock Lesnar passe à tabac les 3MB et lance un défi à Triple H pour un match revanche à Extreme Rules dans un Steel Cage match qui s'annonce bien HXC. Lors du Raw du 22 avril, Triple H accepte le défi avant de porter son Pedigree sur Paul Heyman,.

### Rivalité entre Sheamus et Mark Henry
Lors du SmackDown du 12 et du Raw du 15 avril, Mark Henry s'est attaqué deux fois à Sheamus en backstage. Lors du Raw du 29 avril, Sheamus s'est attaqué a Mark Henry en coulisses avant d’embarrasser henry dans un Tug of War contest. Lors du SmackDown du 3 mai, Sheamus a encore embarrassé Henry dans un Arm Wrestling contest. Quelques jours plus tard lors de Raw, les deux hommes sont convenus d'un match à Extreme Rules. Lors du Raw du 6 mai, Sheamus bat Wade Barrett dans un Match simple, après le match Henry a attaqué Sheamus avec une ceinture. Le 8 mai, WWE.com annonce que le match à Extreme Rules entre Sheamus et Mark Henry sera un Strap match.

### Rivalité entre Randy Orton et Big Show
La rivalité entre Big Show et Randy Orton a commencé lors de WrestleMania 29 quand Show l'a mis KO avec Sheamus après qu'ils ont perdu leur match contre The Shield. Lors du SmackDown du 12 avril et du Raw du 15 avril, Randy Orton et Sheamus on battu Big Show dans un handicap match mais lors du SmackDown du 19 avril, Big Show s'allie avec Mark Henry pour vaincre Orton et Sheamus,,. Lors du SmackDown du 3 mai, Orton bat Damien Sandow dans un match en simple, après le match Big Show intervient avant que Sandow n'attaque Orton. Lors du Raw du 6 mai, Orton bat encore une fois Sandow, après le match Orton se dirige vers les vestiaire mais Big Show met KO Orton sur la scène. Lors du SmackDown du 10 mai, il est annoncé que Randy Orton combattrait contre Big Show dans un Extreme Rules match a Extreme Rules, le même soir Orton effectue un RKO sur le Big Show qui venait de gagner son match contre Tensai,,.

### Rivalté entre Kofi Kingston et Dean Ambrose pour le United States Championship
The Shield (Dean Ambrose, Roman Reigns et Seth Rollins) poursuivi leur règne d'attaques sur différentes superstars, en particulier Team Hell No (Kane et Daniel Bryan) et le champion des États-Unis Kofi Kingston. Lors du Raw du 6 mai, The Shield battent Kofi Kingston et The Usos. À la suite de cette victoire Dean Ambrose obtient un match à Extreme Rules pour le United States Championship, tandis que Seth Rollins et Roman Reigns feront face au Team Hell No pour le Tag Team Championship,.

### Rivalité entre Chris Jericho et Fandango
Lors du SmackDown du 25 mars, une rivalité mineure a commencé entre Chris Jericho et Fandango. Tout a débuté quand Jericho s'est moqué du nom de Fandango en coulisse. Pour se venger, Fandango a commencé à intervenir dans les matchs de Jericho, ce qui n'a pas plu à Jericho. Plus tard il est annoncé que Chris Jericho affronterait Fandango a WrestleMania 29. C'était le premier match de Fandango à la WWE, le match fut remporté par Fandango. Lors du Raw du 6 mai, Fandango subit sa première défaite. Lors du Raw du 13 mai, Chris Jericho faisait face à Fandango dans une compétition de danse mais durant ce battle, la partenaire de Fandango s'est blessée, ce qui a énervé Fandango qui en réponse a attaqué Chris Jericho. Plus tard WWE.com a annoncé qu'il s'affronteront à Extreme Rules.

### Rivalité entre Team Hell No et The Shield (Roman Reigns & Seth Rollins) pour le WWE Tag Team Championship
Kane et  Daniel sont dans une rivalité avec The Shield (le bouclier de l'injustice)
Ils devront défendre leur titre contre Seth Rollins et Roman Reigns. Dean Ambrose, lui, devra battre Kofi pour être champion des États-Unis.

## Tableau des matchs
| Pré-show                                                         | The Miz bat Cody Rhodes                                                                   | Match simple[réf. nécessaire]                                                    | 5:25  |
| 1                                                                | Chris Jericho bat Fandango (avec Summer Rae)                                              | Match Simple                                                                     | 8:34  |
| 2                                                                | Dean Ambrose bat Kofi Kingston (c)                                                        | Match simple pour le United States Championship                                  | 6:48  |
| 3                                                                | Sheamus bat Mark Henry                                                                    | Strap match                                                                      | 7:57  |
| 4                                                                | Alberto Del Rio (avec Ricardo Rodriguez) bat Jack Swagger (avec Zeb Colter)               | « I Quit » match pour déterminer l'aspirant #1 au World Heavyweight Championship | 11:30 |
| 5                                                                | The Shield (Roman Reigns et Seth Rollins) battent Team Hell No (Kane et Daniel Bryan) (c) | Tornado Tag Team match pour le Tag Team Championship                             | 7:24  |
| 6                                                                | Randy Orton bat Big Show                                                                  | Extreme Rules match                                                              | 13:23 |
| 7                                                                | John Cena (c) contre Ryback se finit en No Contest                                        | Last Man Standing match pour le WWE Championship                                 | 21:26 |
| 8                                                                | Brock Lesnar (avec Paul Heyman) bat Triple H                                              | Steel Cage match                                                                 | 20:09 |
| (c) désigne le(s) champion(s) défendant son titre dans le match. |                                                                                           |                                                                                  |       |